# Charles Toubé
Charles Toubé (Yaundé, Camerún francés; 22 de enero de 1958 – Duala, Camerún; 4 de agosto de 2016) fue un futbolista de Camerún que jugó en la posición de centrocampista.

## Carrera

### Club
Jugó toda su carrera con el Tonnerre Yaoundé de 1977 a 1985, con el que logró ser campeón nacional en tres ocasiones.

### Selección nacional
Jugó para Camerún en nueve ocasiones de 1978 a 1986, participó en la Copa Mundial de Fútbol de 1982, los Juegos Olímpicos de Los Ángeles 1984 y en tres ediciones de la Copa Africana de Naciones.

## Muerte
Falleció en el hospital de Duala el 4 de agosto de 2016 a los 58 años a causa de la malaria.

## Logros

### Club
- Primera División de Camerún (3): 1981, 1983, 1984

### Selección nacional
- Copa Africana de Naciones (1): 1984